# Nemzetközi PEN Club
A Nemzetközi PEN Club (Poets, Essayists, Novellists) egy írókat, költőket, esszéistákat és prózaírókat tömörítő nemzetközi szervezet, melyet 1921-ben alapítottak Londonban. Székházuk továbbra is ott található, ugyanakkor ma már 145 országban van helyi központjuk is, többségük Európán kívül. Céljuk nemzetközi szinten a nemzetek irodalmának megismertetése és a PEN klubhoz tartozó írók munkakapcsolatának segítése. Magyarországon 1926-ban alakult meg a PEN Club. Konrád György író 1990-1993 között elnöke, majd utána alelnöke volt a Nemzetközi PEN Clubnak.

## Külső hivatkozások
A Nemzetközi PEN Club angol nyelvű honlapja